# Nižný Tvarožec
Nižný Tvarožec é um município da Eslováquia, situado no distrito de Bardejov, na região de Prešov. Tem 11,16 km² de área e sua população em 2018 foi estimada em 540 habitantes.

## Demografia
| Ano:        | 1994 | 2004   | 2014    | 2024   |
| ----------- | ---- | ------ | ------- | ------ |
| Broj ljudi: | 460  | 460    | 526     | 570    |
| Razlika:    |      | +1,42% | +14,34% | +8,36% |

| Ano:               | 2023 | 2024   |
| ------------------ | ---- | ------ |
| Número de pessoas: | 569  | 570    |
| Diferença:         |      | +0,17% |